# La Société hyper-industrielle. Le Nouveau Capitalisme productif
 (octobre 2017).
La Société hyper-industrielle : le Nouveau Capitalisme productif est un essai publié en 2017 par l'urbaniste Pierre Veltz dans la collection La République des idées, au Seuil.

## Description
Selon l'auteur, l'industrie n'est pas en régression, seule sa localisation géographique évolue. Le monde reste donc industriel et même hyper-industriel. Selon lui, la part de la population mondiale impliquée dans l'industrie est de 5 %, un chiffre qui reste stable depuis deux siècles. L'idée de désindustrialisation, si elle peut caractériser certaines économies occidentales, est discutable sur le plan international : les pays émergents ont connu une importante croissance de leur population active travaillant dans l'industrie.
Pour l'auteur, le phénomène majeur n'est donc absolument pas une disparition de l'industrie, mais une recomposition, qui se réalise dans le cadre de la révolution numérique et qui s’appuie sur la convergence entre industrie et services,.
L'auteur pose en effet les caractéristiques d'une économie dans laquelle les services et l'industrie forment un ensemble de plus en plus homogène. Il devient de plus en plus difficile de catégoriser des entreprises, car elles sont à la fois fournisseuses de services et positionnées sur un secteur industriel. Par exemple, Apple vend des appareils qui ont vocation à constituer ensuite une plateforme de services. Dans l'énergie, les entreprises ne se contentent plus de vendre un produit tel que l'électricité, mais aussi une offre plus complète d'optimisation de la consommation. Les pôles de compétitivité témoignent du travail étroit de coconstruction de la production, entre universités, entreprises, voire avec les marchés locaux.

## Économie internationalisée
Structurée par des réseaux de communication comme les voies maritimes, les routes ou les moyens de télécommunication, l'économie mondiale de la connaissance repose sur une « chaîne de valeur globale », caractérisée par une dispersion des centres de décision, d'ingénierie, de production ou de commerce. Quelques activités demeurent sédentaires comme les appellations d'origine protégée agricoles ou encore le tourisme.
L'économie mondiale conserve une part industrielle stable en termes de population active dans le secteur, et grâce aux gains de productivité, la production continue d'augmenter : « le produit manufacturier mondial en 2010 représentait une fois et demie celui de 1990, 60 fois celui de 1900 ». Pierre Veltz s'appuie sur le livre de Vaclav Smil, Making the modern world, Materials and dematerialization, pour établir que le monde moderne, malgré la révolution numérique, reste éminemment matériel : il note par exemple que « Les Etats-Unis ont consommé 4,56 gigatonnes (milliards de tonnes) de ciment durant tout le XXe siècle. La Chine en a englouti autant en seulement trois ans (2008 à 2010) ! Si l’on considère l’acier, autre produit essentiel – et comme le ciment très énergivore -, les deux dernières décennies ont consommé autant que tout le XXe siècle. Chaque année, le monde utilise autant d’acier que durant la première décennie suivant la Seconde Guerre mondiale ».
L'auteur pointe une certaine dématérialisation corollaire à l'utilisation optimisée des matériaux, à leur remplacement par des matériaux de substitution plus efficaces, moins gourmands en énergie de fabrication, et dotés de propriétés physiques plus intéressantes. L'auteur donne un exemple très concret, celui des cannettes en aluminium qui pesaient 85 gr dans les années 1960, un poids qui a été réduit à 9,5 grammes aujourd’hui. Et il faut ajouter une autre amélioration : le recyclage, qui permet de récupérer 50 % du matériau de la cannette. 
Selon l'auteur, cette dématérialisation est relative, puisqu'elle est compensée par une consommation plus forte, poussée par la baisse des prix. La société hyper-industrielle se retrouve donc confrontée à une ponction sur les matières premières insoutenable à terme. Pour l'auteur, la seule solution pour une véritable dématérialisation serait de réduire la consommation, et donc de penser la frugalité.
L'auteur note que, si la population active dans le secteur industriel reste stable au niveau mondial, l'industrie s'est concentrée depuis les années 1990 dans un nombre réduit de pays comme la Chine.

## Inégalités croissantes
Selon The Conversation, l'auteur fait la description d'« un archipel de métropoles interconnectées, réparties sur tous les continents, prospère dans une économie mondialisée, entouré de territoires délaissés ». Le danger actuel est donc la montée non contrôlée des inégalités, et « une transition trop lente vers des modes de production et de consommation durables ».
Le phénomène où « Londres est davantage connectée avec Shanghai qu’avec Bristol » conduit à une marginalisation des contrées périphériques aux métropoles, à la régression du processus de « déversement » entre les métropoles et leurs périphéries et à la fin des solidarités territoriales traditionnelles. Dans une économie globalisée, les métropoles ont moins besoin des périphéries qui les fournissaient jusqu’alors en ressources naturelles et humaines,.
Par le primat qu'elle donne aux innovations, l'économie hyper-industrielle contribue à accroître les inégalités de richesse. Ainsi, il faut compter 3500 dollars pour un appartement une pièce en 2016 à San Francisco. En outre, des hubs se forment à Shanghai, Singapour, Dubaï ou dans la Silicon Valley constituant, ex nihilo, des pôles de l'économie mondiale rassemblant des centres productifs ou d'innovation.

## Atouts français et européens
D'après l'auteur, la géographie européenne favorise la cohésion territoriale, par une politique volontariste en matières de voies de communication, de répartition des richesses mais aussi par la densité relative de l'activité économique sur des territoires moins vastes que ceux de pays-continents comme les États-Unis ou la Chine.